# Partenavia
Partenavia Costruzioni Aeronautiche S.p.A., conosciuta semplicemente come Partenavia era un'azienda aeronautica italiana con sede a Casoria, comune della città metropolitana di Napoli, attiva nella seconda parte del XX secolo e rifondata nel 1986 col nome di TECNAM costruzioni aeronautiche con prima sede ai piedi della pista LIRN di Napoli Capodichino ad opera del Prof Pascale ed oggi con sede anche a Capua.
I velivoli Partenavia che riscossero il successo commerciale più rilevante furono l'addestratore Partenavia Oscar, prodotto in numerose versioni ed utilizzato tuttora in molti aeroclub sul territorio italiano come formatori per i nuovi piloti, ed il bimotore da turismo P.68 portato in volo per la prima volta nel 1970.

## Storia

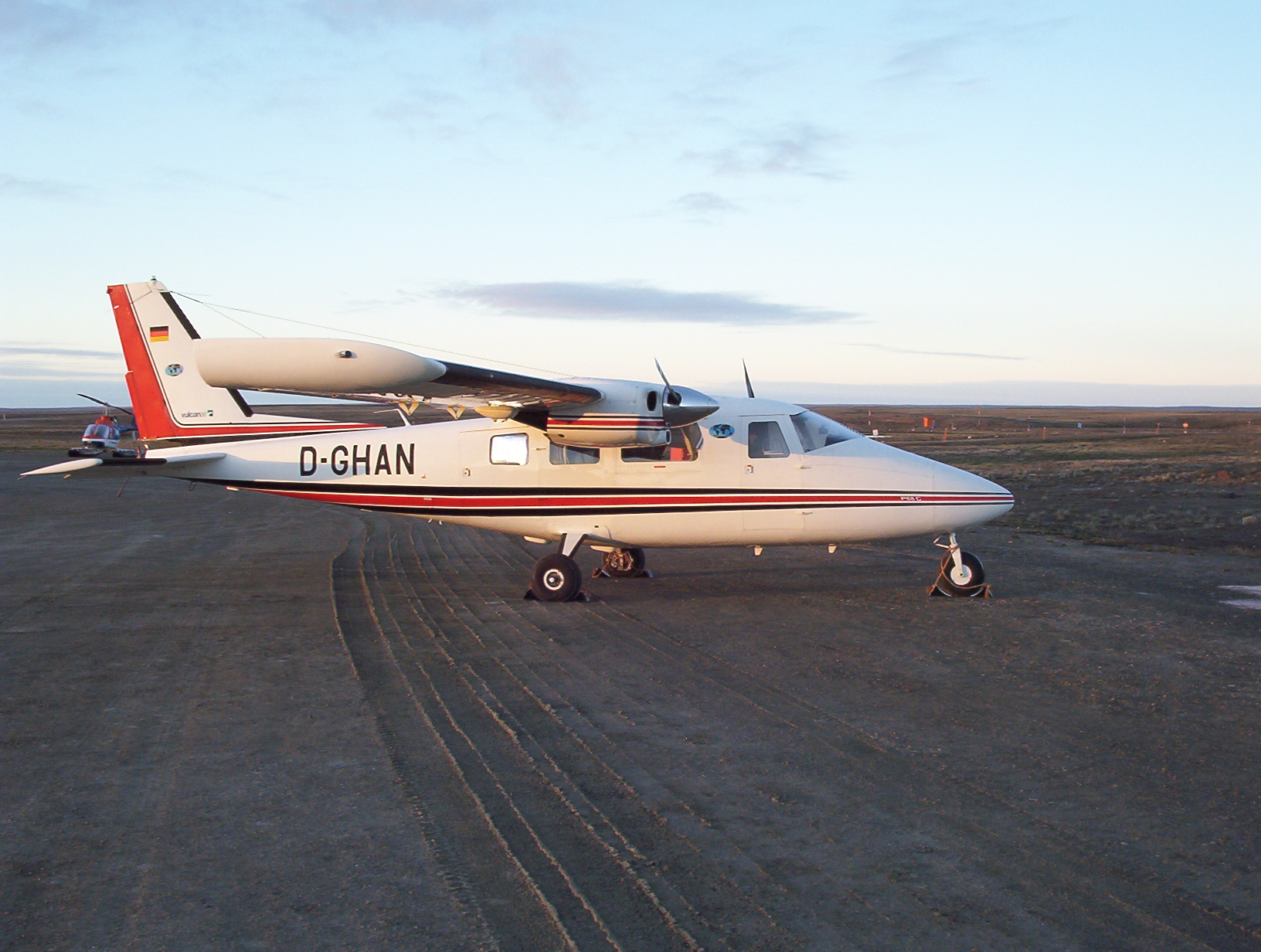
Un Partenavia P.68.

Un Partenavia P.57 Fachiro IIF a Bresso nel 1965.

L'azienda venne fondata su iniziativa dei fratelli Giovanni e Luigi Pascale, quest'ultimo assistente all'Istituto di Costruzioni Aeronautiche dell'università di Napoli, negli anni cinquanta. La prima iniziativa costruttiva risale al 1949 quando riuscirono a terminare in due anni di lavoro il loro primo biposto, progettato da Luigi, in un'autorimessa di via Tasso al n° 480, nel quartiere Mergellina. Il velivolo, il P.48B Astore, venne portato in volo per la prima volta il 2 aprile 1951 dal famoso asso Mario de Bernardi. Luigi sarebbe stato artefice di numerosi progetti e del loro sviluppo fino alla realizzazione dei modelli successivi prototipi portati in volo dallo stesso. Nel 1957 venne acquistata una struttura ad Arzano che permetteva un'area maggiore e la produzione si spostò. Nel 1959 l'azienda venne trasformata in una Società a responsabilità limitata (S.r.l.).
Il primo successo commerciale venne con il modello P.57 Fachiro, un velivolo leggero monomotore quadriposto ad ala alta prodotto in serie e concepito per il mercato degli aeroclub, successo continuato con la successiva variante costruita interamente in metallo e ridenominata Oscar.
Nel 1970 venne inaugurata la nuova struttura produttiva a Casoria, nei pressi dell'aeroporto napoletano di Capodichino, collaborando tramite l'Aeritalia nella costruzione di parti delle cellule degli aerei di linea McDonnell Douglas MD-80 e Boeing 747.
Nel 1981 la Partenavia entrò a far parte del gruppo Aeritalia (IRI-Finmeccanica), concentrandosi sulla produzione di oltre 100 esemplari di P.66C Charlie forniti all'Aero Club d'Italia.
Successivamente Aeritalia la cedette, nel 1993, all'azienda milanese Aercosmos S.p.a., la quale incontrò difficoltà finanziarie che portarono l'azienda alla chiusura per bancarotta nel marzo 1998. La storia della Partenavia si conclude con l'acquisto, assieme ai progetti ed ai diritti di produzione, da parte dell'azienda partenopea Vulcanair S.p.a. e che riproporrà versioni aggiornate prodotte negli stessi stabilimenti di Casoria che furono della precedente realtà aziendale.

## Produzione
- P.48 Astore
- P.52 Tigrotto
- P.53 Aeroscooter
- P.55 Tornado
- P.57 Fachiro
- P.59 Jolly
- P.64 Fachiro III
- P.64B Oscar
- P.66B Oscar
- P.66C Charlie
- P.66D Delta
- P.66T Charlie
- P.68
- P-70 Alpha
- P-86 Mosquito
- AP-68TP-300 Spartacus
- AP-68TP-600 Viator